# Xã Greenwood, Quận St. Clair, Michigan
Xã Greenwood (tiếng Anh: Greenwood Township) là một xã thuộc quận St. Clair, tiểu bang Michigan, Hoa Kỳ. Năm 2010, dân số của xã này là 1.538 người.